# Said Boukhari
 (janvier 2019).
Si vous disposez d'ouvrages ou d'articles de référence ou si vous connaissez des sites web de qualité traitant du thème abordé ici, merci de compléter l'article en donnant les références utiles à sa vérifiabilité et en les liant à la section « Notes et références ».
Pour les articles homonymes, voir Boukhari.
Said Boukhari, né le 28 août 1962 à Maatkas et mort le 22 novembre 2017 à Tigzirt, est un militant pour la démocratie et les droits de l'homme en Algérie.

## Biographie
Said Boukhari est né le 28 août 1962 au village Bouarfa, dans la commune de Maâtkas, en Kabylie, dans une famille révolutionnaire. Alors qu’il était lycéen il rejoint le Mouvement culturel berbère (MCB) qui luttait pour la reconnaissance de l’identité amazigh avec toutes ses dimensions. Pendant les évènements du printemps berbère, en participant aux différentes marches et actions menées et auxquelles ont pris part les lycéens. Il est bien de rappeler que les lycéens ont joué un rôle important au printemps berbère en menant plusieurs actions entre autres : Des marches les 16, 17 et 18 mars 1980 à Larbaa Naît Irathen puis à Azazga et à Aïn El Hammam, une manifestation poursuivie d’une soixantaine d’arrestations parmi les lycéens à Draa el Mizan le 7 avril 1980, participation à l’occupation de l’Université de Tizi-Ouzou. 
En 1985, Said Boukhari participe à la création de la première Ligue algérienne pour la défense des droits de l'homme, à sa tête Abdennour Ali Yahia, et crée principalement par des militants du Mouvement culturel berbère.

## Décès
Said Boukhari est mort le 22 novembre 2017 à l’hôpital de Tigzirt après une longue maladie,. De nombreuses personnalités du Mouvement culturel berbère, des milieux intellectuels et médiatiques, ainsi que le ministre de la Jeunesse et des Sports, Ould Ali El Hadi, viennent rendre hommage à sa dépouille. Il est enterré dans son village natal, Bouarfa.

## Prix
Il reçoit à titre posthume, en 2019, le prix Matoub Lounès contre l’oubli